# Mel Charles
Melvyn "Mel" Charles (Swansea, 14 de maio de 1935 – 24 de setembro de 2016) foi um futebolista galês que atuava como meia.

## Carreira
Mel Charles fez parte do elenco da Seleção Galesa de Futebol, na Copa do Mundo de 1958.
Morreu em 24 de setembro de 2016, aos 81 anos.